# Чужий: Ромул
«Чужий: Ромул» (англ. Alien: Romulus) — американський науково-фантастичний фільм жахів, вироблений 20th Century Studios та Scott Free Productions, і розповсюджений 20th Century Studios. Він є сьомою частиною франшизи «Чужий». Фільм знятий Феде Альваресом, який також написав сценарій спільно з Родо Саяґесом. Головні ролі виконали Кейлі Спейні, Ізабела Мерсед, Девід Джонссон, Арчі Рено, Спайк Фірн та Ейлін Ву.
Прем’єра «Чужий: Ромул» відбулася в Лос-Анджелесі 12 серпня 2024 року. Фільм зібрав 350,9 мільйонів доларів у світовому прокаті та отримав позитивні відгуки. Він отримав кілька галузевих номінацій, зокрема за технічні аспекти, включно з номінацією на премію Академії за найкращі візуальні ефекти.

## Синопсис
Сюжет розгортається між подіями фільмів «Чужий» (1979) та «Чужі» (1986), оповідає про групу юнаків, які стикаються з іншопланетною формою життя, відомою як ксеноморфи.
У 2142 році на космічну станцію корпорації «Weyland-Yutani» «Рем» доставляють кокон Чужого з уламків корабля «Ностромо». Дія переноситься на декілька місяців уперед. Шахтарська колонія «Зоря Джексона», де корпорація «Weyland-Yutani» фактично використовує людей як рабів, завжди перебуває в темряві. Це місце розташоване за 65 світлових років від Землі та має несприятливі умови для людей, що зумовлює різні захворювання та загибель працівників. Тут перебуває молода дівчина Рейн разом зі своїм названим братом Енді, який насправді є так званим «синтетиком» — андроїдом застарілої моделі від «Weyland-Yutani». Тим не менш Рейн ставиться до нього як до справжньої людини і захищає від навколишніх.
Після того, як Рейн дізнається, що корпорація підвищила її норму виробітку та цим самим ставить під загрозу мрію дівчини на політ до системи Івага, їй доводиться погодитись на авантюрну пропозицію від друзів. Колишній хлопець Рейн Тайлер, його сестра Кей, кузен Бйорн та його прийомна сестра Наварро мають свій план як покинути колонію. Вони помітили на орбіті планети великий дрейфуючий зореліт та сподіваються знайти на його борту капсули для кріосну, оскільки без таких технологій політ до Іваги майже нездійсненний.
Однак їхній задум стикається з труднощами, коли стає відомо, що компанія друзів виявила не зореліт, а покинуту космічну станцію «Ренесанс», поділену на модулі «Ромул» і «Рем». Завдяки Енді їм вдається проникнути всередину та почати пошуки необхідного приладдя. Група розуміє, що за кілька годин неактивна станція зіткнеться з кільцями планети LV-410. Енді зв'язується зі станцією, щоб отримати доступ до неї, і дізнається, що на Івагу III не пускають андроїдів, а це означає, що йому доведеться залишитися і покинути Рейн з почуттям провини. Тайлер і Бйорн намагаються дістати кріостазне паливо, але ненавмисно запускають блокування і випускають на волю десятки паразитів-лицехапів. У відчаї Рейн модернізує доступ Енді до системи безпеки за допомогою контрольного чипа з пошкодженого андроїда Рука, наукового співробітника станції. Однак це перепрограмування зміщує лояльність Енді від Рейни до корпорації «Weyland-Yutani». Енді виводить групу в безпечне місце, але паразит встигає запліднити Наварро. Рейн реактивує Рука, який виявляє, що залишки кокона, в якому містився ксеноморф, що вбив більшість команди корабля «Ностромо». Команда дізнається, що вчені на станції експериментували над прибульцем зворотною біоінженерією лицехапів. Однак ксеноморф втік, винищив більшу частину екіпажу, а ті, що залишилися, загинули, коли ксеноморф був убитий та його кислотна кров розплавила корпус «Рема», спричинивши вибухову декомпресію.
Бьорн намагається втекти з Наварро та Кей на їхньому кораблі «Корбелан», але з грудей Наварро виривається малюк-ксеноморф, вбиваючи її та змушуючи «Корбелан» врізатися в ангар «Ромула», прискорюючи курс зіткнення станції з планетарними кільцями LV-410. Поки малюк-ксеноморф швидко перетворюється на дорослу форму, Бьорн ранить його електрошокером і обливається їдкою кров'ю, яка вбиває його. Кей тікає на Ромул, переслідувана дорослим ксеноморфом, який прокинувся. Рейн і Тайлер намагаються врятувати її, але Енді підозрює, що ксеноморф використовує її, як приманку, і відмовляється відчинити двері. Безпорадні, вони спостерігають, як Кей забирає ксеноморф.
Тоді Рук доручає Енді дістати Z-01, потужну рідину, зібрану з лицехапів, яка може швидко переписувати та адаптувати ДНК. Рук має намір використати її для створення генетично досконалих людей, здатних процвітати в космосі. Він наказує доставити його на «Зірку Джексона», інакше він не випустить їхній корабель «Корбелан». Рейн і Тайлер озброюються гвинтівками, але Енді застерігає їх не стріляти в ксеноморфа, щоб уникнути ще однієї вибухової декомпресії.
Група знаходить гніздо ксеноморфа, де вони рятують тяжко поранену Кей. Енді пропонує їй дозу Z-01, яка дозволяє швидко зцілитися. На них нападають орди лицехапів і ксеноморфів, і Тайлер жертвує собою, щоб захистити Рейн і Кей, поки Енді втрачає дієздатність.
Рейн тягне Кей у ліфт і наказує їй рятуватись самотстійно, а потім повертається, щоб врятувати Енді, видаляючи контрольний чип Рука та відновлюючи його початкове програмне налаштування. Коли їх оточують ксеноморфи, Рейн вимикає гравітацію станції, що дозволяє їй стріляти в них без того, щоб їдка кров заляпала корпус станції. Коли гравітація відновлюється, Рейн стикається з ксеноморфом Наварро, але Енді втручається і вбиває його. Рейн та Енді ледве встигають врятуватися на борту «Корбелан», коли станція «Рем» врізається в кільце LV-410 та руйнується.
Поки Рейн і Енді готуються до подорожі на Івагу, Кей народжує гібрид людини і ксеноморфа, мутованого препаратом Z-01. Гібрид убиває Кей і виводить з ладу Енді, перш ніж Рейн викидає його в космос, розгерметизуючи корабель. Записавши аудіожурнал, Рейн та Енді занурюються в анабіоз, сподіваючись дістатися Іваги III живими.

## У ролях
- Кейлі Спейні у ролі Марі Рейнс «Рейн» Керрадайн, осиротілої шахтарки[5].
- Девід Джонссон[en] у ролі Енді, андроїда, перепрограмованого покійним батьком Рейн на її сурогатного брата[6].
- Арчі Рено у ролі Тайлера Гаррісона, брата Кей й колишнього хлопця Рейн[6].
- Ізабела Мерсед у ролі Кей Гаррісон, вагітної сестри Тайлера[5].
- Спайк Фірн[en] у ролі Бйорна, двоюрідного брата Тайлера та Кей, який втратив матір через андроїда[6].
- Ейлін Ву у ролі Наварро, пілота й прийомної сестри Бйорна[7][8].

Рука, наукового офіцера-андроїда на борту Ромула, озвучує Даніель Беттс, а його зовнішній вигляд ґрунтується на подобі покійного Ієна Голма, який зобразив андроїда Еша в оригінальному фільмі. Отримавши дозвіл від спадщини Голма, Рук був реалізований компанією з виробництва ефектів Legacy Effects, яка створила аніматронну голову та торс на основі сканування голови, зробленого Голмом під час виробництва кінотрилогії «Володар перснів». Для певних кадрів практичний персонаж також був покращений за допомогою CGI та технології deepfake AI від компанії Metaphysic, наприклад, для синхронізації губ або покращення носа та очей.
Тревор Ньюлін зображує ксеноморфа, тоді як гібрид людини та ксеноморфа (відомий як «Потомство») зображує колишній румунський баскетболіст Роберт Боброцький. Щоб зобразити Потомство, Боброцький був повністю покритий накладним макіяжем, створеним Legacy Effects, за винятком хвоста, який був CGI. 

## Виробництво й випуск

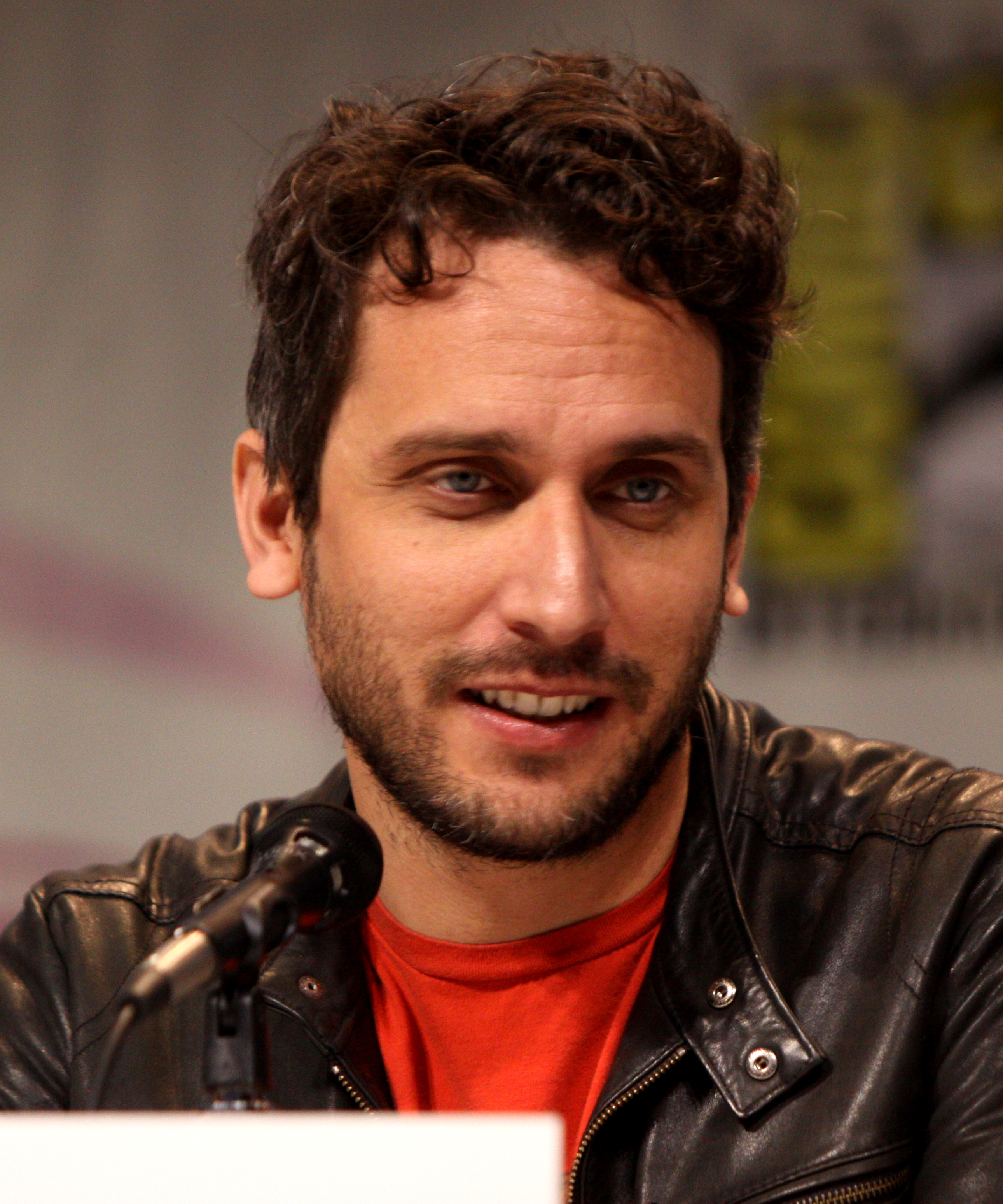
Феде Альварес, режисер та співсценарист фільму

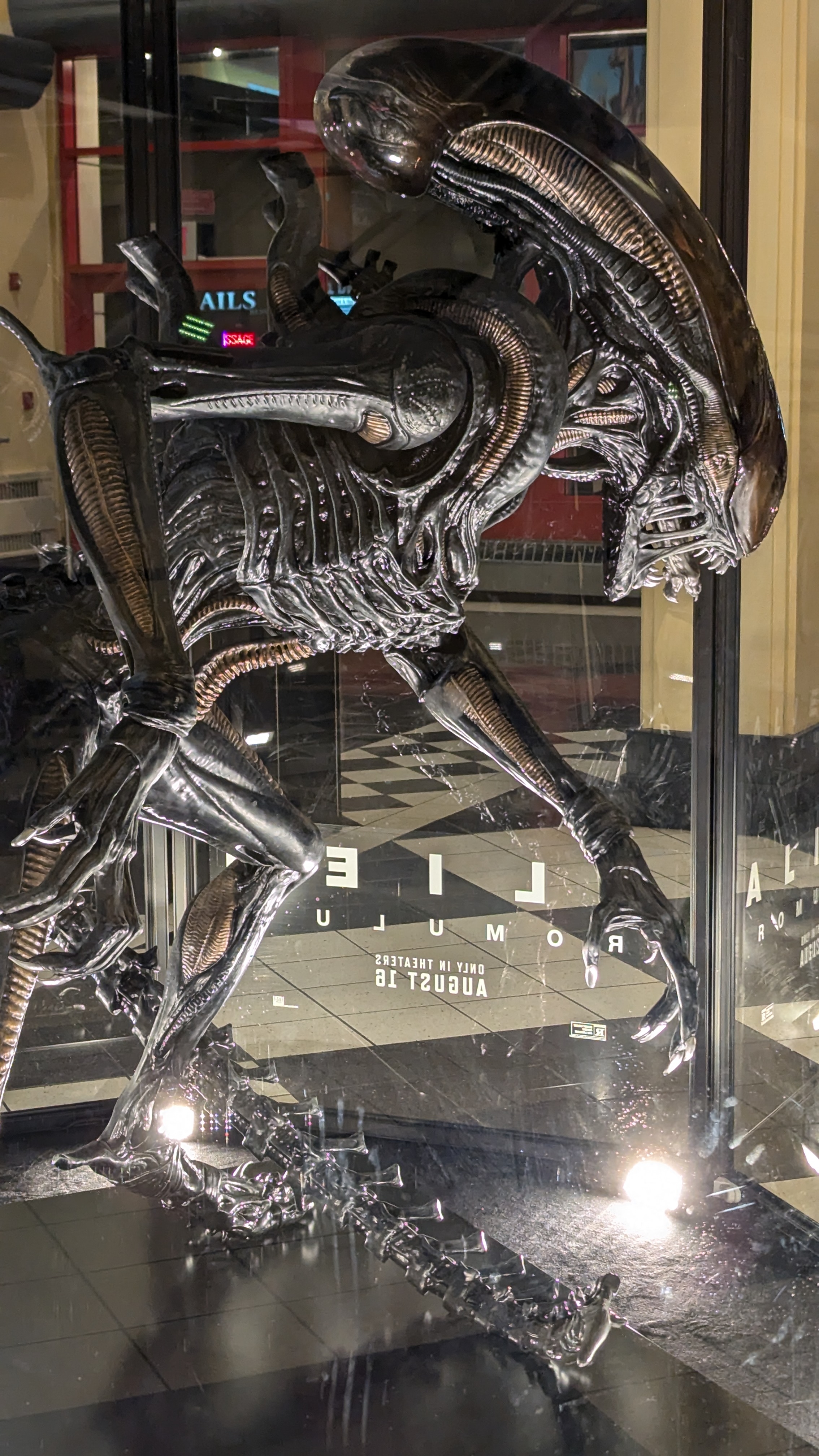

Невдовзі після придбання 21st Century Fox компанією Disney у квітні 2019 року було оголошено про розробку нових проєктів у франшизі «Чужий». У березні 2022 року стало відомо, що Феде Альварес стане режисером і сценаристом нового фільму. У листопаді було повідомлено, що Кейлі Спені веде переговори щодо головної ролі. У березні 2023 року до акторського складу приєдналися Ізабела Мерсед, Девід Джонссон, Арчі Рено, Спайк Фірн і Ейлін Ву. Фільм є спільним виробництвом 20th Century Studios і Scott Free Productions.
Альварес уперше представив свою ідею проєкту після завершення роботи над фільмом «Не дихай» (2016), зустрівшись із представниками Scott Free Productions; він отримав пропозицію стати постановником нової картини через кілька років. Альварес прагнув об'єднати «цілковитий жах» (англ. sheer horror) оригінального фільму 1979 року з елементами трилера із «Чужих» (1986) і «Чужий 3» (1992). Ідея історії про юнаків прийшла до нього після перегляду розширеної версії «Чужих», де було показано групу дітей, які живуть у колонії. Альвареса зацікавило, якими ці діти будуть у свої двадцять років. Він також заявив, що «на рівні сюжету, персонажів, технологій та [ксеноморфів]» фільм має зв'язок з усіма попередніми частинами, включно із «Чужим: Заповіт» (2017). Творці стрічки здебільшого використовували практичні ефекти, у деяких випадках поєднуючи їх із цифровими. Над спецефектами працювала команда, багато членів якої брали участь у створенні фільму «Чужі». Для космічних кораблів були побудовані повнорозмірні декорації, а також їхні мініатюри, тоді як для ксеноморфів було використано аніматроніку та ляльок. Протягом усього виробництва Альварес консультувався з продюсером Рідлі Скоттом і Джеймсом Камероном, режисером і сценаристом «Чужих», щодо різних аспектів фільму.
Зйомки фільму проходили з 9 березня до 3 липня 2023 року в Будапешті. У березні 2024 року було презентовано постер та дебютний трейлер. Спочатку планувалося випустити фільм у сервісі Hulu, але на початку знімального процесу було прийнято рішення про кінотеатральний прокат, початок якого запланований на 16 серпня 2024 року.